# 피터 래빗 (영화)
《피터 래빗》(영어: Peter Rabbit)은 2018년 공개된 미국과 오스트레일리아 합작 실사 및 애니메이션 영화이다. 베아트릭스 포터의 동명 아동문학을 원작으로 한다.

## 출연진
- 제임스 코든 : 피터 래빗 역 (목소리)
- 도널 글리슨 : 제레미 피셔 / 토마스 맥그리거 역
- 로즈 번 : 비 / 제미마 퍼들덕 역
- 샘 닐 : 늙은 미스터 맥그리거 / 토미 브룩 역
- 데이지 리들리 : 코튼 테일 역 (목소리)
- 엘리자베스 데비키 : 몹시 역 (목소리)
- 마고 로비 : 내레이션 / 플롭시 역 (목소리)
- 시아 : 티기 윙클 역 (목소리)
- 콜린 무디 : 벤자민 버니 역 (목소리)
- 이웬 레슬리 : 피글링 블랜드 역 (목소리)
- 레이첼 워드 : 피터 엄마 역 (목소리)
- 브라이언 브라운 : 피터 아빠 역 (목소리)

### 한국어판 목소리 출연
- 신용우: 피터 래빗
- 엄상현: 토마스
- 우정신: 비
- 김무규: 맥그리거
- 이민규: 벤자민
- 여민정: 몹시
- 조현정: 플롭시, 내레이션
- 천지선: 코튼테일
- 강시현: 티기 윙클
- 이호산: 피글링
- 김도영: 퍼들덕
- 그 외: 권창욱